# Elaphoglossum pendulum
Elaphoglossum pendulum là một loài dương xỉ trong họ Dryopteridaceae. Loài này được A. Rojas mô tả khoa học đầu tiên năm 2009.